# Crispatotrochus irregularis
Crispatotrochus irregularis är en korallart som först beskrevs av Stephen D. Cairns 1982.  Crispatotrochus irregularis ingår i släktet Crispatotrochus och familjen Caryophylliidae.
Artens utbredningsområde är Södra Ishavet. Inga underarter finns listade i Catalogue of Life.